# 约瑟夫·拉达
约瑟夫·拉达（捷克語：Josef Lada，1887年—1957年）是捷克画家、儿童文学作家、插画家。以《好兵帥克》的插图而闻名于世。

## 生平
1887年出生于一个穷鞋匠家庭，自幼爱好绘画，很早辍学，当过装订坊的学徒，后来为童话画插图，做过儿童杂志编辑。他后来成为哈谢克的好友，两人双剑合璧，一并将“好兵帥克”这一形象推向了世界文学的高峰。

## 荣誉
1947年获得捷克斯洛伐克政府授予的“人民艺术家”荣誉称号。小行星17625以他的名字命名。

## 中文译本
- 约瑟夫·拉达/著、绘; 孙幼军/译写. . 少年儿童出版社. 1983年.
- 约瑟夫·拉达. . 湖南少年儿童出版社. 2009年5月. ISBN 9787535842862.
- 瓦茨拉夫·奇符尔台克; 约瑟夫·拉达 著. . 由韦苇翻译. 海燕出版社. 2017年1月. ISBN 9787535068712.
- 约瑟夫·拉达. . 由刘星灿翻译. 浙江文艺出版社. 2018年4月. ISBN 9787533952037.

## 图集

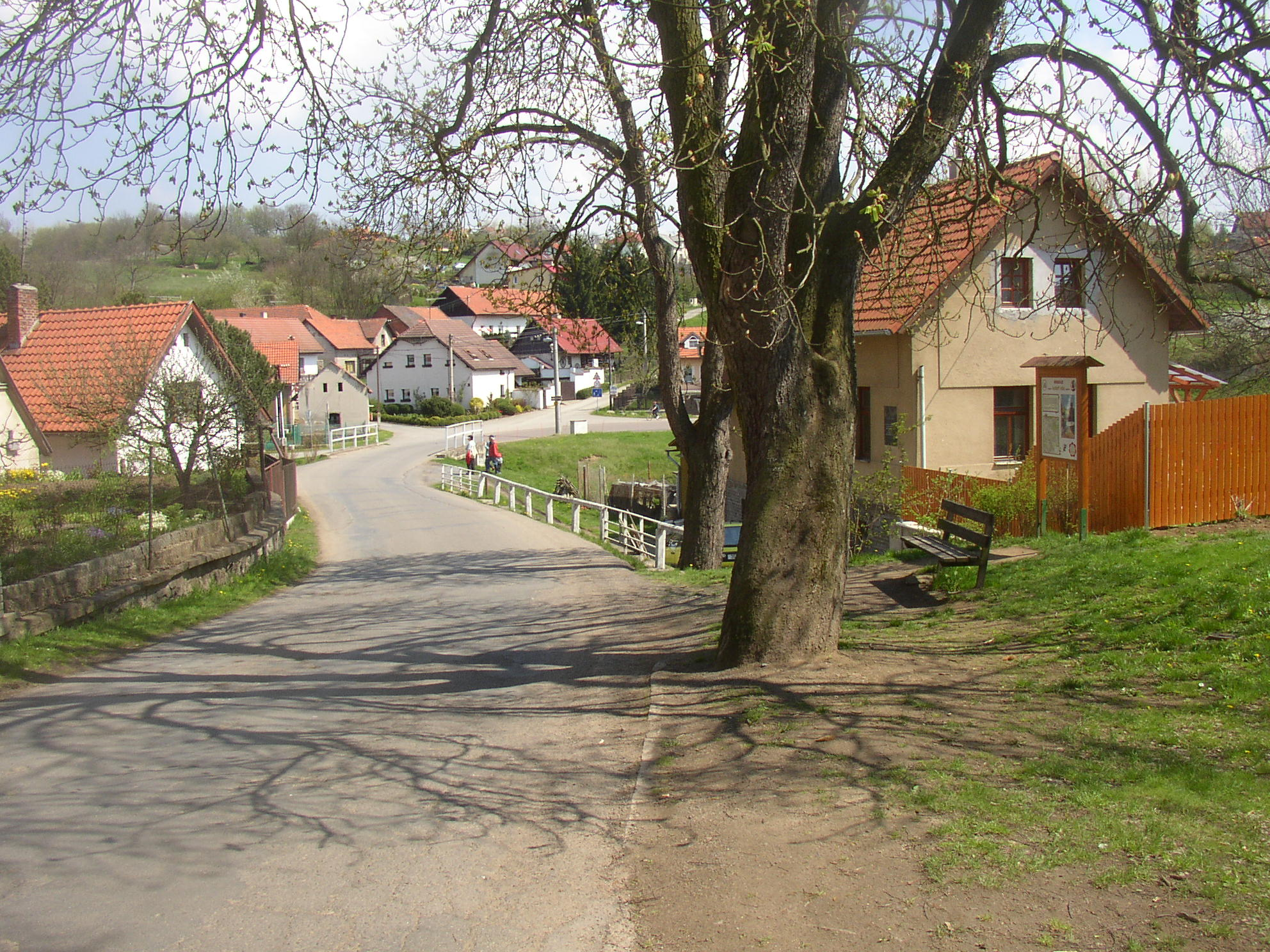
约瑟夫·拉达的诞生地
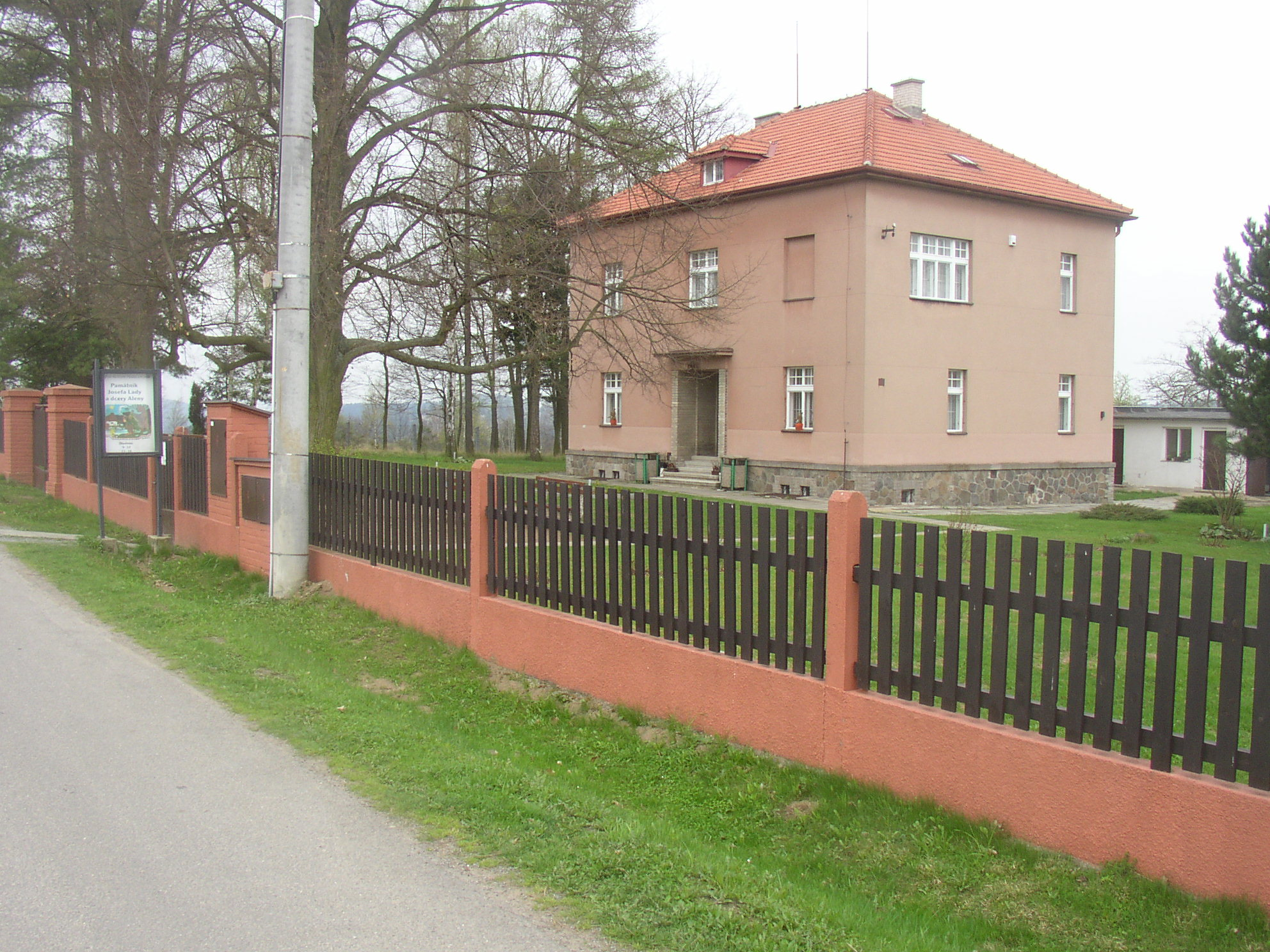
博物馆
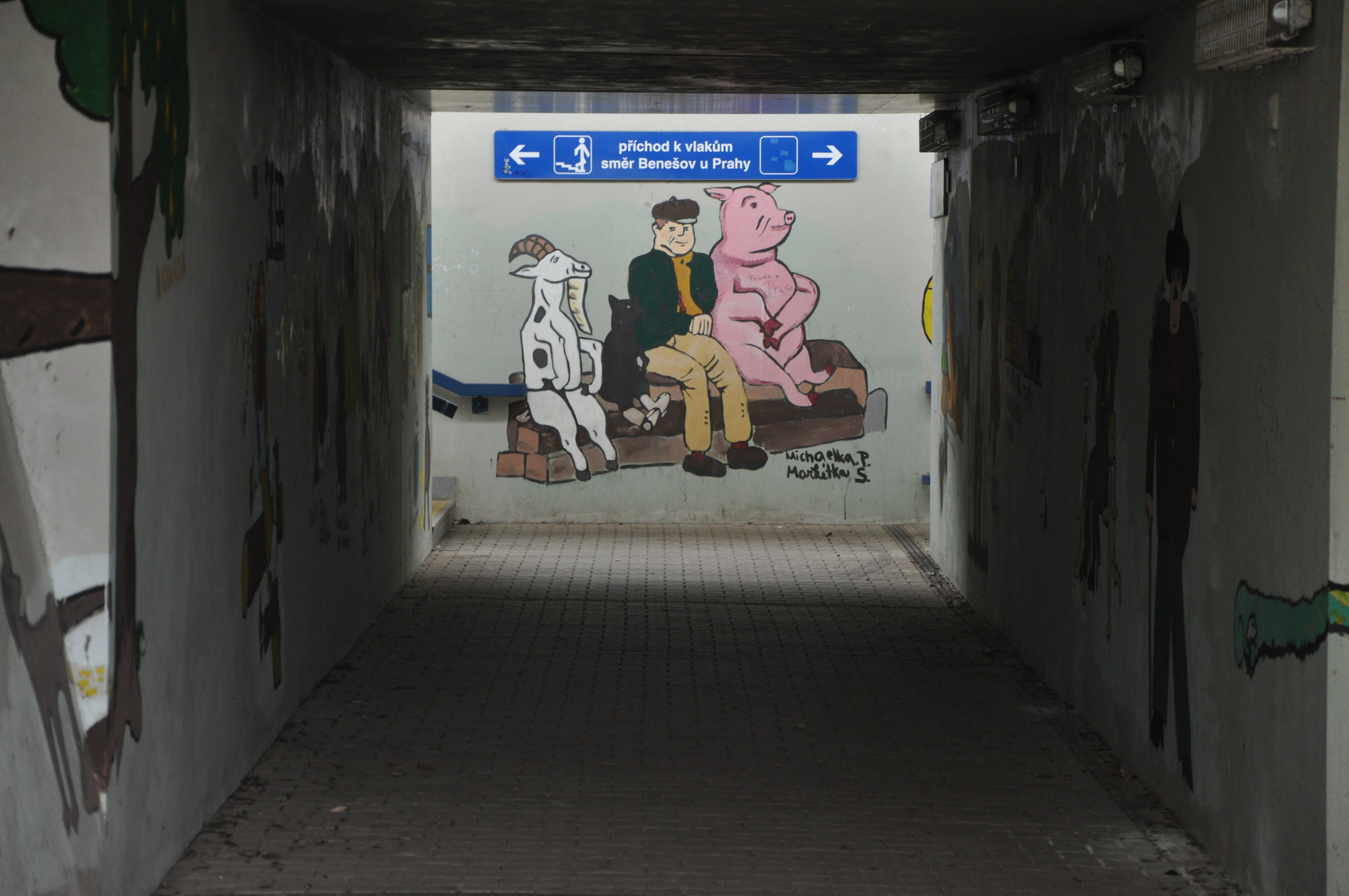